# Хендерсон, Джо
Джо Хе́ндерсон (Joe Henderson) (24 апреля 1937, Лайма, Огайо — 30 июня 2001, Сан-Франциско) — американский джазовый саксофонист (тенор-саксофон), в 1960-е и 1970-е годы — один из востребованных сессионных музыкантов.

## Очерк биографии и творчества
Родился в многодетной афроамериканской семье. Раннее влияние на его музыкальные пристрастия оказал саксофонист Лестер Янг, позднее Чарли Паркер, Декстер Гордон и Стэн Гетц. Обучался музыке в Колледже штата Кентукки (Kentucky State College) и в Государственном университете Уэйна в Детройте (Wayne University). В 1960–1962 гг. служил в армии. В 1963 году в Нью-Йорке выпустил первый сольный LP-альбом «Page One». С того же года неоднократно записывался (там же) в ансамбле трубача Кенни Дорхэма (Kenny Dorham).
В качестве сессионного музыканта в 1960-х годах играл с Хорасом Сильвером, Эндрю Хиллом, Блю Митчеллом, Вуди Шоу, Херби Хэнкоком, Майлзом Дэвисом, Маккоем Тайнером и другими джазовыми музыкантами.
В 1970-х годах работал в стилистике фьюжн в собственных (сольных) альбомах и в ансамблях с Херби Хэнкоком, Чиком Кориа, Роном Картером, Джеком Деджонеттом и Аирто Морейрой. В духе времени и моды некоторое время экспериментировал со звуком саксофона, применял электронные приставки, генерирующие различные звуковые эффекты.
Хендерсон неоднократно выступал на международных джазовых фестивалях, например, в 1987 году — на Генуэзском джазовом фестивале, где ему аккомпанировали Чарли Хейден и Эл Фостер.
Хендерсон был большим энтузиастом музыки А. К. Жобина, выступал в ансамбле с ним на концертной сцене (в том числе в Карнеги-холле в 1994 году). Запланированный совместный альбом, построенный полностью на музыке Жобина, не состоялся из-за смерти последнего. Хендерсон выпустил собственный альбом Double Rainbow: The Music of Antonio Carlos Jobim в 1995 году, где ему аккомпанировали среди прочих Элиана Элиас, Херби Хэнкок, Джек Деджоннет, Оскар Кастро-Невес. Альбом состоит исключительно из инструментальных обработок произведений Жобина с небольшими импровизациями в стиле Стэна Гетца.
Последний сольный диск — сюита Хендерсона из музыки «Порги и Бесс» Дж. Гершвина, с участием Стинга, Чаки Хан, Джона Скофилда и других известных музыкантов — вышел в 1997 году.